# Deputati dell'Assemblea Costituente (Italia)
     Partito Comunista Italiano
     Partito Socialista Italiano di Unità Proletaria
     Partito d'Azione
     Partito Repubblicano Italiano
     Movimento per l'Indipendenza della Sicilia
     Partito Sardo d'Azione
     Democrazia Cristiana
     Unione Democratica Nazionale
     Blocco Nazionale della Libertà
     Fronte dell'Uomo Qualunque

La distribuzione dei seggi nell'Assemblea Costituente. Legenda:
Partito Comunista Italiano
Partito Socialista Italiano di Unità Proletaria
Partito d'Azione
Partito Repubblicano Italiano
Movimento per l'Indipendenza della Sicilia
Partito Sardo d'Azione
Democrazia Cristiana
Unione Democratica Nazionale
Blocco Nazionale della Libertà
Fronte dell'Uomo Qualunque

I deputati dell'assemblea costituente italiana furono eletti in occasione delle elezioni politiche del 1946, attraverso un sistema proporzionale. I seggi da assegnare erano in tutto 556, distribuiti in 31 collegi elettorali; quasi il 40% degli eletti risultò di ispirazione comunista o socialista, mentre la maggioranza, pari ad un po' più del 60%, si collocava su opinioni alternative a quelle della sinistra che si articolavano in posizioni di stampo cattolico, conservatore e liberale. Per la prima volta in Italia, furono anche elette 21 donne. Tra loro vi furono figure di rilievo come Nilde Iotti, Teresa Mattei, Lina Merlin, e Angela Gotelli, che apportarono un contributo fondamentale alla costruzione del nuovo assetto democratico dell'Italia del dopoguerra e giocarono un ruolo importante nella stesura della Costituzione Italiana, contribuendo in maniera significativa ai dibattiti e alle decisioni sui diritti e le libertà fondamentali.

## Riepilogo composizione
- Composizione alla data del 15 luglio 1946.

| Gruppo parlamentare                                                  | Inizio | Fine |
| -------------------------------------------------------------------- | ------ | ---- |
| Democratico Cristiano                                                | 198    | 209  |
| Socialista                                                           | 109    | 65   |
| Comunista                                                            | 100    | 104  |
| Fronte Liberale Democratico dell'Uomo Qualunque                      | 29     | 20   |
| Unione Democratica Nazionale                                         | 28     | 9    |
| Repubblicano                                                         | 23     | 25   |
| Blocco Nazionale della Libertà                                       | 9      | -    |
| Autonomista                                                          | 10     | 10   |
| Democrazia del Lavoro                                                | 9      | 9    |
| Socialdemocratico (dal 1º febbraio 1947)                             | -      | 49   |
| Liberale (dal 17 gennaio 1947)                                       | -      | 22   |
| Unione Nazionale (dal 15 novembre 1947)                              | -      | 13   |
| Misto                                                                | 17     | 17   |
| Deputati proclamati a seguito dell'opzione dei candidati plurieletti | 19     | -    |
| Deputati proclamati in data successiva per altra causa               | 3      | -    |
| Deputati il cui gruppo di appartenenza non è noto                    | 2      | 3    |
| Vacanti                                                              | -      | 1    |
| Totale                                                               | 556    | 556  |

- Furono proclamati in un momento successivo per l'ultimazione delle operazioni elettorali i deputati: Giuseppe Notarianni (17 luglio), Giuseppe Firrao (18 luglio) e Ettore Santi (18 luglio).
- La documentazione istituzionale non consente allo stato di determinare l'originario gruppo di appartenenza di Michelangelo Trimarchi (Democrazia Cristiana)[1] e di Alessandro Scotti (Partito dei Contadini d'Italia)[2]; inoltre, Giovanni Persico risulta iscritto al gruppo Democrazia del Lavoro talvolta a far data dal 12 luglio 1946[3], talaltra dal 12 dicembre[4] (con la conseguenza che, in quest'ultimo caso, il gruppo originario comprenderebbe 8 deputati, restando invariata la consistenza degli altri gruppi vista la mancata indicazione dell'originario gruppo di appartenenza di tale deputato)[5]. Del pari, non è determinato il gruppo di appartenenza finale di Giuseppe Grassi[6], Antonio Cifaldi[7] e Ludovico D'Aragona[8].
- Il seggio rimasto vacante deriva dalla mancata surrogazione di Giuseppe Sapienza (deceduto il 31 dicembre 1947).

## Ufficio di Presidenza

### Presidente
- Giuseppe Saragat (fino al 6 febbraio 1947) (PSLI)
- Umberto Terracini (dall'8 febbraio 1947) (PCI)

### Vice Presidenti
- Giambattista Bosco Lucarelli (dal 2 luglio 1947) (DC)
- Giovanni Conti (PRI)
- Achille Grandi (dal 18 luglio 1946 al 27 settembre 1946) (DC)
- Giuseppe Micheli (fino al 13 luglio 1946) (DC)
- Fausto Pecorari (DC)
- Ferdinando Targetti (dal 10 febbraio 1947) (PSI)
- Umberto Terracini (fino all'8 febbraio 1947) (PCI)
- Umberto Tupini (dal 10 dicembre 1946 al 31 maggio 1947) (DC)

### Questori
- Aladino Bibolotti (PCI)
- Bernardo Mattarella (DC)
- Antonio Priolo (PSI)

### Segretari
- Leonetto Amadei (dal 10 febbraio 1947) (PSI)
- Gigino Battisti (fino al 14 dicembre 1946) (PSI)
- Francesco Chieffi (DC)
- Alfredo Covelli (MISTO)
- Francesco De Vita (dal 18 luglio 1946 al 22 dicembre 1947) (PRI)
- Cino Macrelli (fino al 18 luglio 1946) (PRI)
- Teresa Mattei (PCI)
- Guido Molinelli (PCI)
- Raffaele Pio Petrilli (fino al 18 luglio 1946) (DC)
- Stefano Riccio (dal 18 luglio 1946) (DC)
- Guglielmo Schiratti (DC)
- Ettore Santi dall'8 febbraio al 10 giugno 1947

## Composizione storica
- Composizione originaria: per ciascun costituente è indicato il gruppo parlamentare di appartenenza ad inizio legislatura. Sono contrassegnati con (*) i costituenti che, per effetto di opzione dei candidati plurieletti, siano stati proclamati eletti successivamente; rispetto a tali costituenti, è indicato il gruppo parlamentare originario.

| Deputato                        | Collegio           | Gruppo (lista)       |
| ------------------------------- | ------------------ | -------------------- |
| Giuseppe Abozzi                 | XXXI - Cagliari    | UQ                   |
| Giovanni Battista Adonnino      | XXX - Palermo      | DC                   |
| Giuseppe Alberganti             | IV - Milano        | PCI                  |
| Antonio Alberti                 | IX - Verona        | DC                   |
| Giuseppe Alberti (*)            | XX - Roma          | PSIUP                |
| Salvatore Aldisio               | XXX - Palermo      | DC                   |
| Luigi Allegato                  | XXV - Bari         | PCI                  |
| Leonetto Amadei                 | XVI - Pisa         | PSIUP                |
| Gaspare Ambrosini               | XXX - Palermo      | DC                   |
| Filippo Amedeo                  | I - Torino         | PSIUP                |
| Giorgio Amendola                | CUN                | PCI                  |
| Giulio Andreotti                | XX - Roma          | DC                   |
| Armando Angelini                | XVI - Pisa         | DC                   |
| Nicola Angelucci                | XX - Roma          | DC                   |
| Giuseppe Arata                  | XIV - Parma        | PSIUP                |
| Giuseppe Arcaini                | IV - Milano        | DC                   |
| Alessandro Arcangeli            | XVIII - Ancona     | DC                   |
| Mario Assennato                 | XXV - Bari         | PCI                  |
| Ennio Avanzini                  | VII - Mantova      | DC                   |
| Giuseppe Ayroldi                | XXVI - Lecce       | UQ (BNL)             |
| Arnaldo Azzi                    | CUN                | PRI                  |
| Luigi Bacciconi                 | IX - Verona        | DC                   |
| Vittorio Badini Confalonieri    | II - Cuneo         | UDN                  |
| Gino Baldassari                 | XVI - Pisa         | PCI                  |
| Luigi Balduzzi                  | IV - Milano        | DC                   |
| Leopoldo Baracco                | II - Cuneo         | DC                   |
| Gaetano Barbareschi             | III - Genova       | PSIUP                |
| Vittorio Bardini                | XVII - Siena       | PCI                  |
| Italo Bargagna                  | XVI - Pisa         | PCI                  |
| Anelito Barontini               | III - Genova       | PCI                  |
| Ilio Barontini                  | XVI - Pisa         | PCI                  |
| Guido Basile                    | XXIX - Catania     | DL (UDN)             |
| Carlo Bassano                   | XXI - L'Aquila     | DL (UDN)             |
| Lelio Basso                     | V - Como           | PSIUP                |
| Gigino Battisti                 | VIII - Trento      | PSIUP                |
| Stefano Bazoli                  | VI - Brescia       | DC                   |
| Adele Bei (*)                   | XVIII - Ancona     | PCI                  |
| Angelo Bellato                  | II - Cuneo         | DC                   |
| Girolamo Bellavista             | XXX - Palermo      | UDN                  |
| Giuseppe Salvatore Bellusci     | XX - Roma          | PRI                  |
| Giuseppe Belotti                | VI - Brescia       | DC                   |
| Roberto Bencivenga              | CUN                | BNL                  |
| Tullio Benedetti                | CUN                | Misto (BNL)          |
| Luigi Filippo Benedettini (*)   | XX - Roma          | BNL                  |
| Luigi Bennani                   | XVIII - Ancona     | PSIUP                |
| Lodovico Benvenuti              | VII - Mantova      | DC                   |
| Alberto Bergamini               | CUN                | Misto (BNL)          |
| Dante Bernamonti                | VII - Mantova      | PCI                  |
| Adriano Bernardi                | V - Como           | PSIUP                |
| Ferdinando Bernini              | XIV - Parma        | PSIUP                |
| Giovanni Bertini                | XV - Firenze       | DC                   |
| Ermenegildo Bertola             | I - Torino         | DC                   |
| Giovanni Battista Bertone       | II - Cuneo         | DC                   |
| Giuseppe Bettiol                | IX - Verona        | DC                   |
| Loris Biagioni                  | XVI - Pisa         | DC                   |
| Bianca Bianchi                  | XV - Firenze       | PSIUP                |
| Bruno Bianchi (*)               | VII - Mantova      | PCI                  |
| Costantino Bianchi              | VI - Brescia       | PSIUP                |
| Laura Bianchini (*)             | VI - Brescia       | DC                   |
| Aladino Bibolotti               | XVI - Pisa         | PCI                  |
| Walter Binni                    | XIX - Perugia      | PSIUP                |
| Renato Bitossi                  | XV - Firenze       | PCI                  |
| Alessandro Bocconi              | XVIII - Ancona     | PSIUP                |
| Arrigo Boldrini                 | XIII - Bologna     | PCI                  |
| Severino Bolognesi              | IX - Verona        | PCI                  |
| Corrado Bonfantini              | I - Torino         | PSIUP                |
| Uberto Bonino                   | XXIX - Catania     | UDN                  |
| Oreste Bonomelli                | VI - Brescia       | PSIUP                |
| Ivanoe Bonomi                   | CUN                | Misto (UDN)          |
| Paolo Bonomi                    | XX - Roma          | DC                   |
| Giulio Bordon                   | XXXII - Aosta      | Autonomista (FDPR)   |
| Raimondo Borsellino             | XXX - Palermo      | DC                   |
| Giambattista Bosco Lucarelli    | XXII - Benevento   | DC                   |
| Ilio Bosi                       | XIII - Bologna     | PCI                  |
| Giovanni Bovetti                | I - Torino         | DC                   |
| Aldo Bozzi                      | XX - Roma          | UDN                  |
| Giovanni Braschi                | XIII - Bologna     | DC                   |
| Gerardo Bruni                   | CUN                | Misto (PCS)          |
| Giuseppe Brusasca               | II - Cuneo         | DC                   |
| Teodoro Bubbio                  | II - Cuneo         | DC                   |
| Quinto Bucci                    | XIII - Bologna     | PCI                  |
| Francesco Buffoni               | V - Como           | PSIUP                |
| Pietro Bulloni                  | VI - Brescia       | DC                   |
| Giuseppe Buonocore              | XXIII - Napoli     | BNL                  |
| Arturo Burato                   | IX - Verona        | DC                   |
| Luigi Cacciatore                | CUN                | PSIUP                |
| Edmondo Caccuri                 | XXV - Bari         | DC                   |
| Italo Giulio Caiati             | XXVI - Lecce       | DC                   |
| Arrigo Cairo                    | IV - Milano        | PSIUP                |
| Piero Calamandrei               | CUN                | Autonomista (PdA)    |
| Carlo Caldera                   | IX - Verona        | PSIUP                |
| Umberto Calosso                 | I - Torino         | PSIUP                |
| Ludovico Camangi                | XX - Roma          | PRI                  |
| Pietro Campilli                 | XX - Roma          | DC                   |
| Michele Camposarcuno            | XXII - Benevento   | DC                   |
| Giuseppe Candela                | XXIX - Catania     | UDN                  |
| Giuseppe Canepa                 | III - Genova       | PSIUP                |
| Emilio Canevari                 | IV - Milano        | PSIUP                |
| Bartolomeo Cannizzo             | XXIX - Catania     | UQ                   |
| Giovanni Ernesto Caporali       | VII - Mantova      | PSIUP                |
| Paolo Cappa                     | III - Genova       | DC                   |
| Guglielmo Cappelletti           | IX - Verona        | DC                   |
| Giuseppe Cappi                  | VII - Mantova      | DC                   |
| Renato Cappugi                  | XV - Firenze       | DC                   |
| Aldo Caprani                    | VI - Brescia       | PCI                  |
| Antonio Capua                   | XXVIII - Catanzaro | UQ                   |
| Nicolò Carandini                | CUN                | UDN                  |
| Luigi Carbonari                 | VIII - Trento      | DC                   |
| Angelo Carboni (*)              | XX - Roma          | PSIUP                |
| Giovanni Carignani              | XVI - Pisa         | DC                   |
| Carmelo Caristia                | XXIX - Catania     | DC                   |
| Luigi Carmagnola                | I - Torino         | PSIUP                |
| Francesco Caroleo               | XXVIII - Catanzaro | BNL                  |
| Giuseppe Caronia                | XXIX - Catania     | DC                   |
| Ernesto Carpano Maglioli        | I - Torino         | PSIUP                |
| Benedetto Carratelli            | XXVIII - Catanzaro | DC                   |
| Giovanni Cartia                 | XXIX - Catania     | PSIUP                |
| Giovanni Caso                   | XXIII - Napoli     | DC                   |
| Gennaro Cassiani                | XXVIII - Catanzaro | DC                   |
| Edgardo Castelli                | IV - Milano        | DC                   |
| Giuseppe Castelli Avolio        | XXI - L'Aquila     | DC                   |
| Pietro Castiglia                | XXX - Palermo      | UQ                   |
| Attilio Castrogiovanni (*)      | XXIX - Catania     | Misto (MIS)          |
| Vincenzo Cavallari              | XIII - Bologna     | PCI                  |
| Antonio Cavalli                 | VI - Brescia       | DC                   |
| Alberto Mario Cavallotti        | IV - Milano        | PCI                  |
| Giulio Cerreti                  | XVII - Siena       | PCI                  |
| Mario Cevolotto                 | CUN                | DL (UDN)             |
| Luigi Chatrian                  | CUN                | DC                   |
| Domenico Chiaramello (*)        | II - Cuneo         | PSIUP                |
| Francesco Chieffi               | XXXI - Cagliari    | DC                   |
| Giuseppe Chiostergi             | XVIII - Ancona     | PRI                  |
| Giovanni Ciampitti              | XXII - Benevento   | DC                   |
| Alberto Cianca                  | CUN                | Autonomista (PdA)    |
| Nicola Ciccolungo               | XVIII - Ancona     | DC                   |
| Vincenzo Cicerone               | XXVI - Lecce       | BNL                  |
| Antonio Cifaldi                 | XXII - Benevento   | UDN                  |
| Fiorenzo Cimenti                | IX - Verona        | DC                   |
| Mario Cingolani                 | XIX - Perugia      | DC                   |
| Edoardo Clerici                 | IV - Milano        | DC                   |
| Ivo Coccia                      | XIX - Perugia      | DC                   |
| Giuseppe Codacci Pisanelli      | XXVI - Lecce       | DC                   |
| Tristano Codignola              | CUN                | Autonomista (PdA)    |
| Francesco Colitto               | XXII - Benevento   | UQ                   |
| Arturo Colombi                  | XIII - Bologna     | PCI                  |
| Emilio Colombo                  | XXVII - Potenza    | DC                   |
| Carlo Colonna Di Paliano        | XXIII - Napoli     | BNL                  |
| Gustavo Colonnetti              | I - Torino         | DC                   |
| Elisabetta Conci                | VIII - Trento      | DC                   |
| Orazio Condorelli               | XXIX - Catania     | BNL                  |
| Giovanni Conti                  | XX - Roma          | PRI                  |
| Ezio Coppa                      | XXIII - Napoli     | UQ                   |
| Alessandro Coppi                | XIV - Parma        | DC                   |
| Alfeo Corassori                 | XIV - Parma        | PCI                  |
| Luigi Corazzin                  | X - Venezia        | DC                   |
| Bruno Corbi (*)                 | XXI - L'Aquila     | PCI                  |
| Epicarmo Corbino                | XXIII - Napoli     | Misto (UDN)          |
| Camillo Corsanego               | XX - Roma          | DC                   |
| Angelo Corsi                    | XXXI - Cagliari    | PSIUP                |
| Tommaso Corsini                 | CUN                | UQ                   |
| Guido Cortese                   | XXIII - Napoli     | UDN                  |
| Giovanni Cosattini              | XI - Udine         | PSIUP                |
| Gastone Costa                   | IX - Verona        | PSIUP                |
| Antonio Costantini              | X - Venezia        | PSIUP                |
| Mario Cotellessa                | XXI - L'Aquila     | DC                   |
| Alfredo Covelli                 | XXIV - Salerno     | Misto (BNL)          |
| Carlo Cremaschi                 | VI - Brescia       | DC                   |
| Amerigo Crispo                  | XXIII - Napoli     | UDN                  |
| Benedetto Croce                 | CUN                | UDN                  |
| Giovanni Cuomo                  | XXIV - Salerno     | UDN                  |
| Antonino D'Agata                | XXIX - Catania     | PCI                  |
| Ugo Damiani                     | CUN                | Misto (MUI)          |
| Diego D'Amico                   | XXX - Palermo      | DC                   |
| Michele D'Amico                 | XXX - Palermo      | PCI                  |
| Ludovico D'Aragona              | IV - Milano        | PSIUP                |
| Gerardo De Caro                 | XXV - Bari         | DC                   |
| Raffaele De Caro                | XXII - Benevento   | UDN                  |
| Giuseppe De Falco               | XXIV - Salerno     | Misto (UQ)           |
| Luigi De Filpo (*)              | XXVII - Potenza    | PCI                  |
| Alcide De Gasperi               | VIII - Trento      | DC                   |
| Beniamino De Maria              | XXVI - Lecce       | DC                   |
| Carmine De Martino              | XXIV - Salerno     | Misto (UDN)          |
| Ugo De Mercurio                 | CUN                | PRI                  |
| Luigi De Michele                | XXIII - Napoli     | DC                   |
| Paolo De Michelis               | II - Cuneo         | PSIUP                |
| Giacomo De Palma (*)            | XX - Roma          | DC                   |
| Maria De Unterrichter Jervolino | CUN                | DC                   |
| Francesco De Vita               | XXX - Palermo      | PRI                  |
| Giovanni Del Curto              | V - Como           | DC                   |
| Ugo Della Seta                  | XX - Roma          | PRI                  |
| Filomena Delli Castelli         | XXI - L'Aquila     | DC                   |
| Florestano Di Fausto            | XX - Roma          | DC                   |
| Eduardo Di Giovanni             | XXIX - Catania     | PSIUP                |
| Calogero Di Gloria              | XV - Firenze       | PSIUP                |
| Giuseppe Di Vittorio            | CUN                | PCI                  |
| Francesco Maria Dominedò        | XX - Roma          | DC                   |
| Edoardo D'Onofrio               | XX - Roma          | PCI                  |
| Giuseppe Dossetti               | XIV - Parma        | DC                   |
| Giuseppe Dozza                  | XIII - Bologna     | PCI                  |
| Eugenio Dugoni                  | VII - Mantova      | PSIUP                |
| Luigi Einaudi                   | CUN                | UDN                  |
| Giuseppe Ermini                 | XIX - Perugia      | DC                   |
| Gustavo Fabbri                  | CUN                | Misto (BNL)          |
| Arnaldo Fabriani                | XXI - L'Aquila     | DC                   |
| Cipriano Facchinetti            | CUN                | PRI                  |
| Luigi Faccio                    | IX - Verona        | PSIUP                |
| Battista Falchi                 | XXXI - Cagliari    | DC                   |
| Amintore Fanfani                | XVII - Siena       | DC                   |
| Luciano Fantoni                 | XI - Udine         | DC                   |
| Silvio Fantuzzi                 | XIV - Parma        | PCI                  |
| Vannuccio Faralli               | III - Genova       | PSIUP                |
| Giovanni Farina                 | IV - Milano        | PCI                  |
| Carlo Farini                    | XIX - Perugia      | PCI                  |
| Aldo Fedeli                     | IX - Verona        | PSIUP                |
| Armando Fedeli                  | XIX - Perugia      | PCI                  |
| Maria Federici                  | CUN                | DC                   |
| Antonio Ferrarese               | X - Venezia        | DC                   |
| Giacomo Ferrari                 | XIV - Parma        | PCI                  |
| Celestino Ferrario              | V - Como           | DC                   |
| Cornelio Fietta                 | IV - Milano        | PSIUP                |
| Giuseppe Filippini              | XVIII - Ancona     | PSIUP                |
| Andrea Finocchiaro Aprile       | XXX - Palermo      | Misto (MIS)          |
| Giosuè Fiorentino               | XXX - Palermo      | PSIUP                |
| Domenico Fioritto               | XXV - Bari         | PSIUP                |
| Giuseppe Firrao                 | XXIII - Napoli     | DC                   |
| Vittorio Flecchia               | I - Torino         | PCI                  |
| Vittorio Foa                    | CUN                | Autonomista (PdA)    |
| Alberto Fogagnolo               | IX - Verona        | PSIUP                |
| Palmiro Foresi                  | XV - Firenze       | DC                   |
| Piero Fornara                   | I - Torino         | PSIUP                |
| Francesco Franceschini          | X - Venezia        | DC                   |
| Armando Fresa                   | CUN                | UQ                   |
| Giacinto Froggio                | XXVIII - Catanzaro | DC                   |
| Giuseppe Fuschini               | CUN                | DC                   |
| Giuseppe Fusco                  | XXIII - Napoli     | UDN                  |
| Antonio Gabrieli                | XXVI - Lecce       | DC                   |
| Vito Giuseppe Galati            | XXVIII - Catanzaro | DC                   |
| Nadia Gallico Spano             | XX - Roma          | PCI                  |
| Concetto Gallo                  | XXIX - Catania     | Misto (MIS)          |
| Giuseppe Garlato                | XI - Udine         | DC                   |
| Luigi Gasparotto                | CUN                | DL (UDN)             |
| Alessandro Gatta                | XXIII - Napoli     | DC                   |
| Cesare Gavina                   | IV - Milano        | PCI                  |
| Attilio Germano                 | XXV - Bari         | DC                   |
| Galliano Gervasi                | XVII - Siena       | PCI                  |
| Silvio Geuna                    | I - Torino         | DC                   |
| Vittorio Ghidetti               | X - Venezia        | PCI                  |
| Gustavo Ghidini                 | XIV - Parma        | PSIUP                |
| Guglielmo Ghislandi             | VI - Brescia       | PSIUP                |
| Enzo Giacchero                  | II - Cuneo         | DC                   |
| Guido Giacometti                | X - Venezia        | PSIUP                |
| Guglielmo Giannini              | CUN                | UQ                   |
| Antonio Giolitti                | II - Cuneo         | PCI                  |
| Igino Giordani                  | XX - Roma          | DC                   |
| Michele Giua                    | I - Torino         | PSIUP                |
| Guido Gonella                   | IX - Verona        | DC                   |
| Dante Gorreri                   | XIV - Parma        | PCI                  |
| Michele Gortani (*)             | XI - Udine         | DC                   |
| Angela Gotelli                  | III - Genova       | DC                   |
| Achille Grandi                  | IV - Milano        | DC                   |
| Giuseppe Grassi                 | XXVI - Lecce       | UDN                  |
| Enrico Grazi (*)                | XVII - Siena       | PSIUP                |
| Verenin Grazia                  | XIII - Bologna     | PSIUP                |
| Antonio Greppi                  | IV - Milano        | PSIUP                |
| Ruggero Grieco                  | XXVI - Lecce       | PCI                  |
| Umberto Grilli                  | II - Cuneo         | PSIUP                |
| Girolamo Grisolia               | XX - Roma          | PRI                  |
| Giovanni Gronchi                | XVI - Pisa         | DC                   |
| Antonio Guariento               | IX - Verona        | DC                   |
| Emanuele Guerrieri              | XXIX - Catania     | DC                   |
| Filippo Guerrieri               | III - Genova       | DC                   |
| Luigi Gui                       | IX - Verona        | DC                   |
| Angela Maria Guidi Cingolani    | XX - Roma          | DC                   |
| Fausto Gullo                    | XXVIII - Catanzaro | PCI                  |
| Rocco Gullo                     | XXX - Palermo      | PSIUP                |
| Giuseppe Imperiale              | XXV - Bari         | PCI                  |
| Nilde Iotti                     | XIV - Parma        | PCI                  |
| Stefano Jacini                  | IV - Milano        | DC                   |
| Alberto Jacometti               | I - Torino         | PSIUP                |
| Angelo Raffaele Jervolino       | XXIII - Napoli     | DC                   |
| Ugo La Malfa                    | CUN                | PRI (CDR)            |
| Giorgio La Pira                 | XV - Firenze       | DC                   |
| Vincenzo La Rocca               | XXIII - Napoli     | PCI                  |
| Arturo Labriola                 | XXIII - Napoli     | UDN                  |
| Renzo Laconi                    | XXXI - Cagliari    | PCI                  |
| Nicola La Gravinese             | XXV - Bari         | UQ                   |
| Pasquale Lagravinese            | XXVI - Lecce       | UQ (BNL)             |
| Edgardo Lami Starnuti           | XVI - Pisa         | PSIUP                |
| Romolo Landi                    | XIII - Bologna     | PCI                  |
| Giuseppe Lazzati                | IV - Milano        | DC                   |
| Francesco Leone                 | I - Torino         | PCI                  |
| Giovanni Leone                  | XXIII - Napoli     | DC                   |
| Raffaele Lettieri               | XXIV - Salerno     | DC                   |
| Girolamo Li Causi               | CUN                | PCI                  |
| Pietro Lizier                   | X - Venezia        | DC                   |
| Oreste Lizzadri                 | CUN                | PSIUP                |
| Carlo Lombardi                  | IV - Milano        | PCI                  |
| Giovanni Lombardi               | XXIII - Napoli     | PSIUP                |
| Riccardo Lombardi               | CUN                | Autonomista (PdA)    |
| Ivan Matteo Lombardo            | CUN                | PSIUP                |
| Mario Longhena                  | XIII - Bologna     | PSIUP                |
| Luigi Longo                     | CUN                | PCI                  |
| Emidio Lopardi                  | XXI - L'Aquila     | PSIUP                |
| Stellio Lozza                   | II - Cuneo         | PCI                  |
| Roberto Lucifero d'Aprigliano   | XXVIII - Catanzaro | BNL                  |
| Virgilio Luisetti               | I - Torino         | PSIUP                |
| Giuseppe Lupis (*)              | XXIX - Catania     | PSIUP                |
| Emilio Lussu                    | XXXI - Cagliari    | Autonomista (PSd'Az) |
| Cino Macrelli                   | XIII - Bologna     | PRI                  |
| Fabrizio Maffi                  | IV - Milano        | PCI                  |
| Catullo Maffioli                | CUN                | UQ                   |
| Marino Magnani                  | XVII - Siena       | PCI                  |
| Luciano Magrini                 | CUN                | PRI                  |
| Alcide Malagugini               | IV - Milano        | PSIUP                |
| Abdon Maltagliati               | XV - Firenze       | PCI                  |
| Piero Malvestiti                | IV - Milano        | DC                   |
| Pietro Mancini                  | XXVIII - Catanzaro | PSIUP                |
| Salvatore Mannironi             | XXXI - Cagliari    | DC                   |
| Raimondo Manzini                | XIII - Bologna     | DC                   |
| Achille Marazza                 | IV - Milano        | DC                   |
| Concetto Marchesi               | IX - Verona        | PCI                  |
| Pasquale Marconi                | XIV - Parma        | DC                   |
| Enrico Mariani                  | V - Como           | PSIUP                |
| Francesco Mariani               | IV - Milano        | PSIUP                |
| Mario Marina                    | CUN                | UQ                   |
| Francesco Marinaro              | XX - Roma          | BNL                  |
| Mario Martinelli                | V - Como           | DC                   |
| Enrico Martino                  | CUN                | PRI                  |
| Gaetano Martino                 | XXIX - Catania     | UDN                  |
| Achille Marzarotto              | IX - Verona        | DC                   |
| Cesare Massini                  | XX - Roma          | PCI                  |
| Umberto Massola                 | CUN                | PCI                  |
| Gesumino Mastino                | XXXI - Cagliari    | DC                   |
| Pietro Mastino                  | XXXI - Cagliari    | Autonomista (PSd'Az) |
| Ottavio Mastrojanni             | XX - Roma          | UQ                   |
| Bernardo Mattarella             | XXX - Palermo      | DC                   |
| Teresa Mattei                   | XV - Firenze       | PCI                  |
| Gianmatteo Matteotti            | XVI - Pisa         | PSIUP                |
| Giancarlo Matteotti             | IX - Verona        | PSIUP                |
| Crescenzo Mazza                 | XXIII - Napoli     | UQ                   |
| Vincenzo Mazzei                 | XXVIII - Catanzaro | PRI                  |
| Nino Mazzoni                    | XIV - Parma        | PSIUP                |
| Luigi Meda                      | IV - Milano        | DC                   |
| Enrico Medi                     | XXX - Palermo      | DC                   |
| Piero Mentasti                  | X - Venezia        | DC                   |
| Mario Merighi                   | XIV - Parma        | PSIUP                |
| Lina Merlin                     | CUN                | PSIUP                |
| Umberto Merlin                  | IX - Verona        | DC                   |
| Leonardo Miccolis               | XXV - Bari         | UQ                   |
| Giuseppe Micheli                | CUN                | DC                   |
| Angiola Minella                 | III - Genova       | PCI                  |
| Enrico Minio                    | XX - Roma          | PCI                  |
| Giuseppe Emanuele Modigliani    | CUN                | PSIUP                |
| Enrico Molè                     | XXVIII - Catanzaro | DL (UDN)             |
| Guido Molinelli                 | XVIII - Ancona     | PCI                  |
| Riccardo Momigliano             | V - Como           | PSIUP                |
| Mario Montagnana                | VI - Brescia       | PCI                  |
| Rita Montagnana                 | XIII - Bologna     | PCI                  |
| Piero Montagnani                | IV - Milano        | PCI                  |
| Giuseppe Montalbano             | XXX - Palermo      | PCI                  |
| Luigi Montemartini              | IV - Milano        | PSIUP                |
| Vito Monterisi                  | XXV - Bari         | DC                   |
| Lodovico Montini                | VI - Brescia       | DC                   |
| Rodolfo Morandi                 | CUN                | PSIUP                |
| Francesco Moranino              | I - Torino         | PCI                  |
| Luigi Morelli                   | V - Como           | DC                   |
| Attilio Morini                  | IV - Milano        | PSIUP                |
| Aldo Moro                       | XXV - Bari         | DC                   |
| Costantino Mortati              | CUN                | DC                   |
| Cino Moscatelli                 | I - Torino         | PCI                  |
| Alfonso Motolese                | XXVI - Lecce       | DC                   |
| Filippo Murdaca                 | XXVIII - Catanzaro | DC                   |
| Francesco Murgia                | XXXI - Cagliari    | DC                   |
| Eugenio Musolino                | XXVIII - Catanzaro | PCI                  |
| Francesco Musotto               | XXX - Palermo      | PSIUP                |
| Virgilio Nasi                   | XXX - Palermo      | DL (UDN)             |
| Aurelio Natoli Lamantea         | CUN                | PRI                  |
| Celeste Negarville              | CUN                | PCI                  |
| Antonio Negro                   | III - Genova       | PCI                  |
| Pietro Nenni                    | CUN                | PSIUP                |
| Maria Nicotra                   | XXIX - Catania     | DC                   |
| Francesco Saverio Nitti         | CUN                | UDN                  |
| Umberto Nobile                  | CUN                | PCI                  |
| Tito Oro Nobili                 | XIX - Perugia      | PSIUP                |
| Teresa Noce                     | XIV - Parma        | PCI                  |
| Giuseppe Notarianni             | XXIII - Napoli     | DC                   |
| Agostino Novella                | III - Genova       | PCI                  |
| Raffaele Numeroso (*)           | XXIII - Napoli     | DC                   |
| Camillo Orlando (*)             | XX - Roma          | DC                   |
| Vittorio Emanuele Orlando       | CUN                | Misto (UDN)          |
| Randolfo Pacciardi              | XVI - Pisa         | PRI                  |
| Gian Carlo Pajetta              | IV - Milano        | PCI                  |
| Giuliano Pajetta                | V - Como           | PCI                  |
| Giovanni Pallastrelli           | XIV - Parma        | DC                   |
| Silvio Paolucci                 | XXI - L'Aquila     | PRI                  |
| Giuseppe Paratore               | CUN                | UDN                  |
| Ferruccio Parri                 | CUN                | PRI (CDR)            |
| Rosario Pasqualino Vassallo     | XXX - Palermo      | DL (UDN)             |
| Giulio Pastore                  | CUN                | DC                   |
| Raffaele Pastore                | XXV - Bari         | PCI                  |
| Bortolo Manlio Pat              | XI - Udine         | DC                   |
| Gennaro Patricolo               | CUN                | Misto (UQ)           |
| Emilio Patrissi                 | CUN                | Misto (UQ)           |
| Fausto Pecorari                 | CUN                | DC                   |
| Giuseppe Pella                  | I - Torino         | DC                   |
| Giacomo Pellegrini              | XI - Udine         | PCI                  |
| Achille Pellizzari              | III - Genova       | DC                   |
| Ottavia Penna Buscemi           | XXIX - Catania     | UQ                   |
| Giovanni Battista Pera          | III - Genova       | PSIUP                |
| Tomaso Perassi                  | CUN                | PRI                  |
| Giovanni Perlingieri            | XXII - Benevento   | DC                   |
| Giuseppe Perrone Capano         | XXV - Bari         | UDN                  |
| Giovanni Persico                | XXIII - Napoli     | DL (UDN)             |
| Sandro Pertini                  | CUN                | PSIUP                |
| Giulio Perugi                   | XX - Roma          | UQ                   |
| Antonio Pesenti                 | IX - Verona        | PCI                  |
| Raffaele Pio Petrilli           | XXV - Bari         | DC                   |
| Attilio Piccioni                | CUN                | DC                   |
| Giuseppe Piemonte               | XI - Udine         | PSIUP                |
| Gino Pieri                      | XI - Udine         | PSIUP                |
| Aldo Enzo Pignatari             | XXVII - Potenza    | PSIUP                |
| Antonio Pignedoli               | XIV - Parma        | DC                   |
| Umberto Pistoia (*)             | IV - Milano        | PSIUP                |
| Felice Platone                  | II - Cuneo         | PCI                  |
| Elettra Pollastrini             | XIX - Perugia      | PCI                  |
| Giovanni Ponti                  | X - Venezia        | DC                   |
| Francesco Ponticelli            | XVII - Siena       | DC                   |
| Giovanni Porzio                 | CUN                | UDN                  |
| Giordano Pratolongo             | CUN                | PCI                  |
| Pietro Pressinotti              | VII - Mantova      | PSIUP                |
| Luigi Preti                     | XIII - Bologna     | PSIUP                |
| Costantino Preziosi             | XXIV - Salerno     | DL                   |
| Antonio Priolo                  | XXVIII - Catanzaro | PSIUP                |
| Alfredo Proia                   | XXI - L'Aquila     | DC                   |
| Alberto Mario Pucci             | XIV - Parma        | PCI                  |
| Renato Puoti                    | XXIII - Napoli     | UQ                   |
| Gioacchino Quarello             | I - Torino         | DC                   |
| Adolfo Quintieri                | XXVIII - Catanzaro | DC                   |
| Quinto Quintieri                | XXVIII - Catanzaro | UDN                  |
| Giuseppe Raimondi               | II - Cuneo         | DC                   |
| Giuseppe Rapelli                | I - Torino         | DC                   |
| Riccardo Ravagnan               | X - Venezia        | PCI                  |
| Eugenio Reale                   | XXIII - Napoli     | PCI                  |
| Vito Reale                      | XXVII - Potenza    | UDN                  |
| Raffaele Recca                  | XXV - Bari         | DC                   |
| Matteo Rescigno                 | XXIV - Salerno     | DC                   |
| Pier Carlo Restagno             | CUN                | DC                   |
| Giuseppe Ricci                  | XIII - Bologna     | PCI                  |
| Stefano Riccio                  | XXIII - Napoli     | DC                   |
| Vincenzo Rivera                 | XXI - L'Aquila     | DC                   |
| Cesario Rodi                    | XXV - Bari         | UQ                   |
| Mario Rodinò Di Miglione        | XXIII - Napoli     | UQ                   |
| Ugo Rodinò                      | XXIII - Napoli     | DC                   |
| Arturo Rognoni                  | CUN                | UQ                   |
| Antonio Romano                  | XXIX - Catania     | DC                   |
| Giuseppe Romita                 | II - Cuneo         | PSIUP                |
| Enrico Roselli                  | VI - Brescia       | DC                   |
| Giuseppe Rossi                  | XV - Firenze       | PCI                  |
| Maria Maddalena Rossi           | IX - Verona        | PCI                  |
| Paolo Rossi                     | III - Genova       | PSIUP                |
| Giovanni Roveda                 | I - Torino         | PCI                  |
| Alfonso Rubilli                 | XXIV - Salerno     | UDN                  |
| Luigi Ruggeri                   | XVIII - Ancona     | PCI                  |
| Carlo Ruggiero                  | XXV - Bari         | PSIUP                |
| Meuccio Ruini                   | CUN                | Misto (UDN)          |
| Mariano Rumor                   | IX - Verona        | DC                   |
| Guido Russo Perez               | XXX - Palermo      | UQ                   |
| Dino Saccenti                   | XV - Firenze       | PCI                  |
| Mario Saggin                    | IX - Verona        | DC                   |
| Nicola Salerno                  | XXIII - Napoli     | PSIUP                |
| Angelo Salizzoni (*)            | XIII - Bologna     | DC                   |
| Attilio Salvatore               | XXIX - Catania     | DC                   |
| Umberto Sampietro               | IV - Milano        | DC                   |
| Ettore Santi                    | XIX - Perugia      | PRI                  |
| Giuseppe Saragat                | XX - Roma          | PSIUP                |
| Gaetano Sardiello               | CUN                | PRI                  |
| Domenico Sartor                 | X - Venezia        | DC                   |
| Oscar Luigi Scalfaro            | I - Torino         | DC                   |
| Sergio Scarpa                   | I - Torino         | PCI                  |
| Mario Scelba                    | XXIX - Catania     | DC                   |
| Fernando Schiavetti             | CUN                | Autonomista (PdA)    |
| Guglielmo Schiratti             | XI - Udine         | DC                   |
| Salvatore Scoca                 | XXIV - Salerno     | DC                   |
| Mauro Scoccimarro               | CUN                | PCI                  |
| Alessandro Scotti               | II - Cuneo         | N/A (PCdI)           |
| Francesco Scotti                | IV - Milano        | PCI                  |
| Pietro Secchia                  | CUN                | PCI                  |
| Mario Segala                    | IX - Verona        | PSIUP                |
| Antonio Segni                   | XXXI - Cagliari    | DC                   |
| Vincenzo Selvaggi               | CUN                | BNL                  |
| Emilio Sereni                   | CUN                | PCI                  |
| Carlo Sforza                    | CUN                | PRI                  |
| Ludovico Sicignano              | XXIV - Salerno     | PCI                  |
| Nicola Siles                    | XXVIII - Catanzaro | DC                   |
| Luigi Silipo                    | XXVIII - Catanzaro | PCI                  |
| Alberto Simonini                | XIV - Parma        | PSIUP                |
| Aldo Spallicci (*)              | XIII - Bologna     | PRI                  |
| Velio Spano                     | CUN                | PCI                  |
| Giuseppe Spataro                | XXI - L'Aquila     | DC                   |
| Vito Mario Stampacchia          | XXVI - Lecce       | PSIUP                |
| Albino Ottavio Stella           | I - Torino         | DC                   |
| Ferdinando Storchi              | CUN                | DC                   |
| Fiorentino Sullo                | XXIV - Salerno     | DC                   |
| Gherardo Taddia                 | XIII - Bologna     | PSIUP                |
| Fernando Tambroni               | XVIII - Ancona     | DC                   |
| Ferdinando Targetti             | XV - Firenze       | PSIUP                |
| Paolo Emilio Taviani            | III - Genova       | DC                   |
| Renato Tega                     | XIII - Bologna     | PSIUP                |
| Umberto Terracini               | III - Genova       | PCI                  |
| Corrado Terranova               | XXIX - Catania     | DC                   |
| Tiziano Tessitori               | XI - Udine         | DC                   |
| Vincenzo Tieri                  | CUN                | UQ                   |
| Vittoria Titomanlio             | XXIII - Napoli     | DC                   |
| Palmiro Togliatti               | CUN                | PCI                  |
| Giuseppe Togni                  | XVI - Pisa         | DC                   |
| Tullio Tomba                    | IX - Verona        | PSIUP                |
| Tommaso Tonello                 | X - Venezia        | PSIUP                |
| Giovanni Tonetti                | X - Venezia        | PSIUP                |
| Egidio Tosato                   | CUN                | DC                   |
| Enrico Tosi                     | V - Como           | DC                   |
| Renato Tozzi Condivi            | XVIII - Ancona     | DC                   |
| Ignazio Silone                  | XXI - L'Aquila     | PSIUP                |
| Paolo Treves                    | IV - Milano        | PSIUP                |
| Michelangelo Trimarchi          | XXIX - Catania     | N/A (DC)             |
| Domenico Tripepi                | XXVIII - Catanzaro | UDN                  |
| Martino Trulli                  | XXV - Bari         | UQ                   |
| Michele Maria Tumminelli        | IV - Milano        | UQ                   |
| Umberto Tupini                  | XVIII - Ancona     | DC                   |
| Alessandro Turco                | XXVIII - Catanzaro | DC                   |
| Giovanni Uberti                 | IX - Verona        | DC                   |
| Michele Valenti                 | XIV - Parma        | DC                   |
| Leo Valiani                     | CUN                | Autonomista (PdA)    |
| Luigi Vallone                   | XXVI - Lecce       | UDN                  |
| Giustino Valmarana              | IX - Verona        | DC                   |
| Ezio Vanoni                     | V - Como           | DC                   |
| Antonino Varvaro                | XXX - Palermo      | Misto (MIS)          |
| Milziade Venditti               | CUN                | UQ                   |
| Olindo Vernocchi                | CUN                | PSIUP                |
| Ambrogio Viale                  | III - Genova       | DC                   |
| Rodolfo Vicentini               | VI - Brescia       | DC                   |
| Oberdan Vigna                   | XI - Udine         | PSIUP                |
| Gaetano Vigo                    | XXIX - Catania     | DC                   |
| Ezio Vigorelli                  | IV - Milano        | PSIUP                |
| Giuseppe Vilardi                | XXVIII - Catanzaro | UQ                   |
| Bruno Villabruna                | I - Torino         | UDN                  |
| Ezio Villani                    | XIII - Bologna     | PSIUP                |
| Ireneo Vinciguerra              | XXIV - Salerno     | PSIUP                |
| Felice Vischioni                | VI - Brescia       | PSIUP                |
| Guglielmo Visocchi              | XX - Roma          | UDN                  |
| Calogero Volpe                  | XXX - Palermo      | DC                   |
| Benigno Zaccagnini              | XIII - Bologna     | DC                   |
| Francesco Zanardi               | XIII - Bologna     | PSIUP                |
| Emilio Zannerini                | XVII - Siena       | PSIUP                |
| Tommaso Zerbi                   | IV - Milano        | DC                   |
| Mario Zotta                     | XXVII - Potenza    | DC                   |

## Surroghe dei candidati plurieletti
È indicata tra parentesi la circoscrizione optata.
| Lista | Plurieletto                   | Opzione   | Entrante                  | Circoscrizione | Data         |
| ----- | ----------------------------- | --------- | ------------------------- | -------------- | ------------ |
| PSIUP | Lelio Basso                   | Como      | Umberto Pistoia           | Milano         | 24 luglio    |
| DC    | Giuseppe Bettiol              | Verona    | Michele Gortani           | Udine          | 17 luglio    |
| PSIUP | Umberto Calosso               | Torino    | Domenico Chiaramello      | Cuneo          | 17 luglio    |
| DC    | Giuseppe Caronia              | Catania   | Camillo Orlando           | Roma           | 18 luglio    |
| DC    | Alcide De Gasperi             | Trento    | Giacomo De Palma          | Roma           | 17 luglio    |
| DC    | Alcide De Gasperi             | Trento    | Raffaele Numeroso         | Napoli         | 17 luglio    |
| MIS   | Andrea Finocchiaro Aprile     | Palermo   | Attilio Castrogiovanni    | Catania        | 24 luglio    |
| PCI   | Ruggero Grieco                | Lecce     | Adele Bei                 | Ancona         | 17 luglio    |
| DC    | Giovanni Gronchi              | Pisa      | Angelo Salizzoni          | Bologna        | 24 luglio    |
| PCI   | Fausto Gullo                  | Catanzaro | Luigi De Filpo            | Potenza        | 18 luglio    |
| BNL   | Roberto Lucifero d'Aprigliano | Catanzaro | Luigi Filippo Benedettini | Roma           | 12 settembre |
| PSIUP | Gianmatteo Matteotti          | Pisa      | Giuseppe Alberti          | Roma           | 18 luglio    |
| DC    | Piero Mentasti                | Venezia   | Laura Bianchini           | Brescia        | 24 luglio    |
| PRI   | Randolfo Pacciardi            | Pisa      | Aldo Spallicci            | Bologna        | 24 luglio    |
| PCI   | Gian Carlo Pajetta            | Milano    | Bruno Bianchi             | Mantova        | 17 luglio    |
| PSIUP | Giuseppe Romita               | Cuneo     | Angelo Carboni            | Roma           | 17 luglio    |
| PSIUP | Giuseppe Saragat              | Roma      | Enrico Grazi              | Siena          | 17 luglio    |
| PSIUP | Giuseppe Saragat              | Roma      | Giuseppe Lupis            | Catania        | 17 luglio    |
| PCI   | Umberto Terracini             | Genova    | Bruno Corbi               | L'Aquila       | 17 luglio    |

## Modifiche intervenute

### Modifiche nella composizione dell'Assemblea
| Uscente                      | Entrante                 | Data subentro |
| ---------------------------- | ------------------------ | ------------- |
| Filippo Amedeo               | Luigi Zappelli           | 28.06.1946    |
| Nicolò Carandini             | Renato Morelli           | 17.07.1946    |
| Piero Montagnani             | Domenico Mezzadra        | 17.07.1946    |
| Giuseppe Alberti             | Mario Zagari             | 24.07.1946    |
| Alfeo Corassori              | Olinto Cremaschi         | 12.09.1946    |
| Francesco Ponticelli         | Reginaldo Monticelli     | 12.09.1946    |
| Rosario Pasqualino Vassallo  | Michelangelo Galioto     | 13.09.1946    |
| Antonio Greppi               | Roberto Tremelloni       | 26.09.1946    |
| Guglielmo Visocchi           | Dante Veroni             | 10.12.1946    |
| Achille Grandi               | Pietro Ferreri           | 12.12.1946    |
| Giovanni Lombardi            | Luigi Renato Sansone     | 12.12.1946    |
| Luigi Corazzin               | Celeste Bastianetto      | 12.12.1946    |
| Gigino Battisti              | Danilo Paris             | 06.02.1947    |
| Girolamo Grisolia            | Bruno Bernabei           | 06.02.1947    |
| Antonino D'Agata             | Umberto Fiore            | 06.03.1947    |
| Battista Falchi              | Enrico Carboni           | 28.06.1947    |
| Aurelio Natoli Lamantea      | Eliseo Giovanni Magrassi | 03.07.1947    |
| Giuseppe Lupis               | Giuseppe Sapienza        | 03.07.1947    |
| Diego D'Amico                | Francesco Restivo        | 11.09.1947    |
| Aldo Caprani                 | Gaetano Chiarini         | 11.09.1947    |
| Carlo Bassano                | Antigono Donati          | 11.09.1947    |
| Giuseppe Emanuele Modigliani | Ezio Bartalini           | 14.11.1947    |
| Enrico Martino               | Oddo Marinelli           | 14.11.1947    |
| Francesco Restivo            | Pasquale Cortese         | 14.11.1947    |
| Bruno Bernabei               | Leone Azzali             | 15.01.1948    |
| Giuseppe Sapienza            | –                        | –             |

### Costituzione dei gruppi e modifiche intervenute nella loro composizione
Democrazia Cristiana
- Il gruppo si costituisce in data 15.07.1946 comprendendo 198 deputati.
- Il gruppo include 206 deputati su 207 eletti (non risultando l'iscrizione di Michelangelo Trimarchi) per effetto delle seguenti modifiche:
  - in data 17.07.1946 aderiscono Giacomo De Palma, Michele Gortani, Raffaele Numeroso (proclamati a seguito di opzione dei candidati plurieletti) e Giuseppe Notarianni;
  - in data 18.07.1946 aderiscono Camillo Orlando (proclamato a seguito di opzione) e Giuseppe Firrao;
  - in data 24.07.1946 aderiscono Laura Bianchini e Angelo Salizzoni (proclamati a seguito di opzione).

- In data 11.09.1947 aderisce al gruppo Michelangelo Trimarchi.
- In data 10.12.1947 aderisce al gruppo Carmine De Martino, proveniente dal gruppo misto.
- In data 14.01.1948 aderisce al gruppo Crescenzo Mazza, proveniente dal gruppo misto.

Partito Socialista Italiano di Unità Proletaria
- Il gruppo si costituisce in data 15.07.1946 comprendendo 109 deputati.
- Il gruppo include tutti i 115 deputati eletti per effetto delle seguenti modifiche:
  - in data 17.07.1946 aderiscono Angelo Carboni, Domenico Chiaramello, Giuseppe Lupis ed Enrico Grazi (proclamati a seguito di opzione dei candidati plurieletti);
  - in data 18.07.1946 aderisce Giuseppe Alberti (proclamato a seguito di opzione)
  - in data 24.07.1946 aderiscono Umberto Pistoia (proclamato a seguito di opzione), nonché Mario Zagari (subentrato a Giuseppe Alberti, dimissionario in data 23.07.1946).
- In data 14.12.1946 cessa dal mandato parlamentare Gigino Battisti (deceduto), il cui subentrante (Danilo Paris, proclamato in data 06.02.1947) aderisce al gruppo PSLI.
- In data 02.02.1947 lasciano il gruppo 48 deputati, che aderiscono al gruppo PSLI.
- In data 03.07.1947 cessa dal mandato parlamentare Giuseppe Lupis (decaduto), il cui subentrante (Giuseppe Sapienza) aderisce al gruppo PSLI.
- In data 21.02.1947 lascia il gruppo Giovanni Ernesto Caporali, che aderisce al gruppo PSLI.
- In data 14.11.1947 aderisce al gruppo Ezio Bartalini, subentrante di Giuseppe Emanuele Modigliani (iscritto al PSLI).

Partito Comunista Italiano
- Il gruppo si costituisce in data 28.06.1946 comprendendo 100 deputati.
- Il gruppo include tutti i 104 deputati eletti per effetto delle seguenti modifiche:
  - in data 17.07.1946 aderiscono Adele Bei, Bruno Bianchi e Bruno Corbi  (proclamati a seguito di opzione dei candidati plurieletti), nonché Domenico Mezzadra (subentrato a Piero Montagnani, dimissionario in data 16.07.1946);
  - in data 18.07.1946 aderisce Luigi De Filpo (proclamato a seguito di opzione).

Fronte Liberale Democratico dell'Uomo Qualunque
- Il gruppo si costituisce in data 06.07.1946 comprendendo 31 deputati, in particolare:
  - 29 dei 30 deputati eletti con UQ (Giuseppe De Falco aderisce al gruppo misto);
  - 2 deputati eletti col BNL (Giuseppe Ayroldi e Pasquale Lagravinese).
- In data 15.07.1946 lasciano il gruppo Gennaro Patricolo ed Emilio Patrissi, che aderiscono al gruppo misto.
- In data 17.01.1947 aderiscono al gruppo Roberto Bencivenga, Vincenzo Cicerone, Francesco Marinaro e Vincenzo Selvaggi, provenienti dal gruppo BNL.
- In data 27.02.1947 lascia il gruppo Armando Fresa, che aderisce al gruppo misto.
- In data 27.08.1947 lascia il gruppo Giuseppe Vilardi, che aderisce al gruppo misto.
- In data 07.11.1947 lasciano il gruppo Crescenzo Mazza e Guido Russo Perez, che aderiscono al gruppo misto.
- In data 15.11.1947 lasciano il gruppo Bartolomeo Cannizzo, Pietro Castiglia, Vincenzo Cicerone, Ezio Coppa, Tommaso Corsini, Mario Marina, Ottavia Penna Buscemi, Renato Puoti e Vincenzo Selvaggi, che aderiscono al gruppo Unione Nazionale.

Unione Democratica Nazionale
- Il gruppo si costituisce in data 12.07.1946 comprendendo 29 dei 41 deputati eletti con l'UDN. Dei rimanenti 12 deputati, 8 si iscrissero al gruppo Democrazia del Lavoro (Guido Basile, Carlo Bassano, Mario Cevolotto, Luigi Gasparotto, Enrico Molè, Virgilio Nasi, Rosario Pasqualino Vassallo e Giovanni Persico, 4 al gruppo misto (Ivanoe Bonomi, Epicarmo Corbino, Carmine De Martino e Meuccio Ruini).
- In data 15.07.1946 lascia il gruppo Vittorio Emanuele Orlando, che aderisce al gruppo misto.
- In data 10.12.1946 cessa dal mandato parlamentare Guglielmo Visocchi (decaduto), il cui subentrante (Dante Veroni) aderisce al gruppo Democrazia del Lavoro.
- In data 17.01.1947 lasciano il gruppo 17 deputati, che aderiscono al gruppo liberale.
- In data 31.05.1947 lascia il gruppo Giuseppe Grassi.

Partito Repubblicano Italiano
- Il gruppo si costituisce in data 01.07.1946 comprendendo 23 deputati, in particolare:
  - 21 dei 23 deputati eletti col PRI;
  - 2 deputati eletti con Concentrazione Democratica Repubblicana (Ugo La Malfa e Ferruccio Parri).
- Il gruppo include 25 deputati (compresi tutti i 23 eletti nel PRI) per effetto delle seguenti modifiche:
  - in data 18.07.1946 aderisce al gruppo Ettore Santi (proclamato eletto in tale data, dopo l'accertamento di un errore materiale in forza del quale l'ufficio elettorale circoscrizionale aveva proclamato Umberto Gatti, non entrato in carica);
  - in data 24.07.1946 aderisce al gruppo Aldo Spallicci (proclamato a seguito di opzione).

Blocco Nazionale della Libertà
- Il gruppo si costituisce in data 15.07.1946 comprendendo 9 dei 16 deputati eletti col BNL. Dei rimanenti 7, 4 aderiscono al gruppo misto (Tullio Benedetti, Alberto Bergamini, Alfredo Covelli e Gustavo Fabbri) e 2 al gruppo UQ (Giuseppe Ayroldi e Pasquale Lagravinese).
- In data 12.09.1946 aderisce al gruppo Luigi Filippo Benedettini (proclamato a seguito di opzione).
- Il gruppo si scioglie in data 17.01.1947: 3 deputati aderiscono al gruppo liberale (Carlo Colonna Di Paliano, Orazio Condorelli, Roberto Lucifero d'Aprigliano), 4 al gruppo qualunquista (Roberto Bencivenga, Vincenzo Cicerone, Francesco Marinaro, Vincenzo Selvaggi), 3 al gruppo misto (Luigi Filippo Benedettini, Giuseppe Buonocore, Francesco Caroleo).

Democrazia del Lavoro
- Il gruppo si costituisce in data 12.07.1946 comprendendo 9 deputati, di cui 8 eletti nell'Unione Democratica Nazionale (Guido Basile, Carlo Bassano, Mario Cevolotto, Luigi Gasparotto, Enrico Molè, Virgilio Nasi, Rosario Pasqualino Vassallo e Giovanni Persico) e 1 eletto con proprie liste (Costantino Preziosi).
- In data 13.09.1946 aderisce al gruppo Alessandro Scotti.
- In data 06.02.1947 aderisce al gruppo Dante Veroni (subentrante di Guglielmo Visocchi, decaduto, iscritto al gruppo UDN).
- In data 17.01.1947 lascia il gruppo Michelangelo Galioto (già subentrato a Pasqualino Vassallo), che aderisce al gruppo liberale.
- In data 21.02.1947 lascia il gruppo Giovanni Persico, che aderisce al gruppo PSLI.

Gruppo autonomista
- Il gruppo si costituisce in data 12.07.1946 comprendendo 10 deputati:
  - 7 deputati del Partito d'Azione (Piero Calamandrei, Alberto Cianca, Tristano Codignola, Vittorio Foa, Riccardo Lombardi, Fernando Schiavetti, Leo Valiani);
  - 2 deputati del Partito Sardo d'Azione (Emilio Lussu e Pietro Mastino);
  - 1 deputato del Fronte Democratico Progressista Repubblicano (Giulio Bordon).

Gruppo misto
- Il gruppo si costituisce in data 15.07.1946 comprendendo 17 deputati:
  - 5 deputati eletti nell'Unione Democratica Nazionale (Ivanoe Bonomi, Epicarmo Corbino, Carmine De Martino e Meuccio Ruini, nonché Vittorio Emanuele Orlando, proveniente dal gruppo UDN);
  - 4 deputati eletti nel Blocco Nazionale della Libertà (Tullio Benedetti, Alberto Bergamini, Alfredo Covelli e Gustavo Fabbri);
  - 3 deputati eletti nel Fronte dell'Uomo Qualunque (Giuseppe De Falco, nonché Gennaro Patricolo ed Emilio Patrissi, provenienti dal gruppo UQ);
  - 3 dei 4 deputati eletti nel Movimento per l'Indipendenza della Sicilia (Andrea Finocchiaro Aprile, Concetto Gallo e Antonino Varvaro);
  - 1 deputato eletto nel Partito Cristiano Sociale (Gerardo Bruni);
  - 1 deputato eletto nel Movimento Unionista Italiano (Ugo Damiani).
- In data 24.07.1946 aderisce al gruppo il deputato del MIS Attilio Castrogiovanni (proclamato a seguito di opzione).
- In data 17.01.1947 aderiscono al gruppo Luigi Filippo Benedettini, Giuseppe Buonocore e Francesco Caroleo, provenienti dal gruppo BNL.
- In data 17.01.1947 lascia il gruppo Epicarmo Corbino, che aderisce al gruppo liberale.
- In data 27.02.1947 aderisce al gruppo Armando Fresa, proveniente dal gruppo qualunquista.
- In data 24.07.1947 aderisce al gruppo Epicarmo Corbino, proveniente dal gruppo liberale.
- In data 07.11.1947 aderiscono al gruppo Crescenzo Mazza e Guido Russo Perez, provenienti dal gruppo qualunquista.
- In data 14.11.1947 lascia il gruppo Epicarmo Corbino, che aderisce al gruppo liberale.
- In data 15.11.1947 lasciano il gruppo Giuseppe De Falco, Armando Fresa, Gennaro Patricolo, Emilio Patrissi e Guido Russo Perez, che aderiscono al gruppo Unione Nazionale.
- In data 09.12.1947 lascia il gruppo Carmine De Martino, che aderisce al gruppo democristiano.
- In data 14.01.1948 lascia al gruppo Crescenzo Mazza, che aderisce al gruppo democristiano.

Partito Socialista dei Lavoratori Italiani
- Il gruppo si costituisce in data 03.02.1947 comprendendo 48 deputati, provenienti dal gruppo socialista:

- Giuseppe Arata
- Luigi Bennani
- Bianca Bianchi
- Walter Binni
- Alessandro Bocconi
- Corrado Bonfantini
- Arrigo Cairo
- Umberto Calosso
- Giuseppe Canepa
- Emilio Canevari
- Angelo Carboni
- Giovanni Cartia
- Domenico Chiaramello
- Angelo Corsi
- Ludovico D'Aragona
- Eduardo Di Giovanni

- Calogero Di Gloria
- Cornelio Fietta
- Giuseppe Filippini
- Gustavo Ghidini
- Umberto Grilli
- Rocco Gullo
- Edgardo Lami Starnuti
- Mario Longhena
- Gianmatteo Matteotti
- Nino Mazzoni
- Giuseppe Emanuele Modigliani
- Riccardo Momigliano
- Luigi Montemartini
- Attilio Morini
- Giovanni Battista Pera
- Giuseppe Piemonte

- Aldo Enzo Pignatari
- Luigi Preti
- Paolo Rossi
- Carlo Ruggiero
- Nicola Salerno
- Giuseppe Saragat
- Mario Segala
- Alberto Simonini
- Gherardo Taddia
- Ignazio Silone
- Roberto Tremelloni
- Paolo Treves
- Ezio Vigorelli
- Ezio Villani
- Mario Zagari
- Francesco Zanardi

- In data 06.02.1947 aderisce al gruppo Danilo Paris (subentrante di Gigino Battisti, già iscritto al gruppo socialista).
- In data 21.02.1947 aderiscono al gruppo Giovanni Ernesto Caporali, proveniente dal gruppo socialista, e Giovanni Persico, proveniente dal gruppo Democrazia del Lavoro.
- In data 03.07.1947 aderisce al gruppo Giuseppe Sapienza (subentrante di Giuseppe Lupis, già iscritto al gruppo socialista).
- In data 05.10.1947 cessa dal mandato Giuseppe Emanuele Modigliani (deceduto), il cui subentrante (Ezio Bartalini) aderisce al gruppo socialista.
- In data 15.12.1947 lascia il gruppo Ludovico D'Aragona.
- In data 31.12.1947 cessa dal mandato Giuseppe Sapienza (dimissionario, non sostituito).

Partito Liberale Italiano
- Il gruppo si costituisce in data 17.01.1947 comprendendo 22 deputati, di cui:

- 17 provenienti dal gruppo UDN:

- Antonio Cifaldi
- Vittorio Badini Confalonieri
- Girolamo Bellavista
- Uberto Bonino
- Guido Cortese
- Amerigo Crispo

- Benedetto Croce
- Giovanni Cuomo
- Raffaele De Caro
- Luigi Einaudi
- Giuseppe Fusco
- Gaetano Martino

- Renato Morelli
- Giuseppe Perrone Capano
- Quinto Quintieri
- Alfonso Rubilli
- Bruno Villabruna

- 3 provenienti dal gruppo BNL (Carlo Colonna Di Paliano, Orazio Condorelli, Roberto Lucifero d'Aprigliano);
- 1 proveniente dal gruppo DL (Michelangelo Galioto);
- 1 proveniente dal gruppo misto (Epicarmo Corbino).

- In data 24.07.1947 lascia il gruppo Epicarmo Corbino, che aderisce al gruppo misto; in data 14.11.1947 torna nel gruppo liberale.
- In data 12.12.1947 lascia il gruppo Antonio Cifaldi.
- In data 19.01.1948 aderisce al gruppo Bartolomeo Cannizzo, proveniente dal gruppo Unione Nazionale.

Unione Nazionale
- Il gruppo si costituisce in data 15.11.1947 raggruppando 14 deputati: Bartolomeo Cannizzo, Pietro Castiglia, Vincenzo Cicerone, Ezio Coppa, Tommaso Corsini, Mario Marina, Ottavia Penna Buscemi, Renato Puoti, e Vincenzo Selvaggi, provenienti dal gruppo qualunquista; Giuseppe De Falco, Armando Fresa, Guido Russo Perez, Gennaro Patricolo ed Emilio Patrissi, provenienti dal gruppo misto (già iscritti al gruppo qualunquista, salvo De Falco, comunque eletto in UQ).
- In data 19.01.1948 lascia il gruppo Bartolomeo Cannizzo, che aderisce al gruppo liberale.